# Никопольское сражение (1396)
Никопольское сражение — крупное боестолкновение между объединёнными силами венгерского короля Сигизмунда, Французского королевства, Ордена госпитальеров и Венецианской республики, с одной стороны, и войском турецкого султана Баязида I, с другой. Состоялось 25 сентября 1396 года в северной Болгарии близ города Никополь. Турецкое войско одержало убедительную победу.

## Предыстория
В XIV веке традиция крестовых походов пошла на спад, поэтому столетие было ознаменовано множеством незначительных крестовых походов, предпринятых отдельными рыцарями и королями. Наиболее значительными из них были неудачный Берберский крестовый поход 1390 года (поход в Махдию), а также продолжавшаяся череда многочисленных конфликтов в Прибалтике. После победы на Косовом поле в 1389 году турки подчинили своей власти большую часть Балкан и вытеснили византийцев практически отовсюду, вынудив их довольствоваться лишь Константинополем и прилегающими к нему окрестностями, который позже подвергался многочисленным турецким осадам.
В 1393 году болгарский царь Иоанн-Шишман лишился своей столицы Никопола, занятой турками, в то время как его брат, Иван Срацимир, удержал за собой Видин, однако вынужден был признать сюзеренитет турецкого султана. В глазах болгарских бояр, деспотов и различных независимых балканских правителей эта ситуация казалась великолепным шансом изменить положение в свою пользу и сбросить турецкое владычество.
Кроме того, граница между христианским миром и растущей Османской империей медленно приближалась к Венгерскому королевству, над независимостью которого нависла смертельная угроза. Это вынуждало его правителей прибегнуть к решительным мерам по защите государства. В свою очередь, Венецианская республика также опасалась растущей экспансии турецкого государства на Балканах, так как возможная в ходе войны потеря таких венецианских владений, как Морея и Далмация означала падение влияния Венеции в Адриатическом, Эгейском и Ионическом морях. В свою очередь, Генуэзская республика не без оснований опасалась, что захват турками контроля над Дунаем и черноморскими проливами больно ударит по генуэзской торговой монополии над оборотом товаров и торговыми путями между Европой и Чёрным морем, на побережье которого располагались богатые генуэзские колонии, такие как Кафа и Синоп. Генуэзцы также контролировали Галату — цитадель в северной части Золотого Рога, осаждённую турками в 1395 году.
В 1394 году папа Бонифаций IX объявил новый крестовый поход против турок. Однако Великая схизма нанесла огромный ущерб авторитету папства, поэтому данный призыв не получил такого широкого отклика, как масштабные предыдущие походы. Важную роль в организации предстоящего похода сыграло такое значительное событие, как война между английским королём Ричардом II и французским правителем Карлом VI.
В 1389 году был заключён очередной мир между противоборствующими сторонами. В 1395 году Ричард II в интересах закрепления мира предложил брак между собой и дочерью французского короля Изабеллой. В октябре 1396 года короли встретились на границе в Кале обсудить условия дальнейшего союза и согласились продлить срок действия предыдущего мирного договора. Немаловажным фактором было также участие в походе Бургундии, стремившейся укрепить свой авторитет и престиж среди европейских королевств.
Получив 120 000 ливров от Фландрии, Бургундия начала подготовку к крестовому походу и в январе 1395 года послала сообщение венгерскому королю Сигизмунду с заявлением, что Франция готова рассмотреть просьбы венгерского короля. В августе делегация Сигизмунда прибыла в Париж, где подробно рассказала о сорокатысячном турецком войске, грабившем и опустошавшим христианские земли, и от лица венгерского короля подала просьбу о помощи.
Карл VI, добившийся мира с Англией, ответил, что на его плечах, как главного среди христианских королей, лежит ответственность за судьбы христианского мира и его защиты от турецкой угрозы. Французское дворянство с энтузиазмом откликнулось на призыв короля. Коннетабль Франции Филипп д’Артуа, граф д’Э, и маршал Франции Жан II ле Менгр Бусико охотно согласились принять участие в походе и призвали к оружию своих подданных.

## Численность и состав войск
Сведения о численности противников противоречивы. В то время как средневековые авторы утверждают, что в сражении участвовало 70 тысяч рыцарей (венгров, французов, англичан, немцев, итальянцев и чехов) против 200-тысячного турецкого войска, то, согласно современным данным, соотношение сил выглядело примерно как 16 тысяч крестоносцев против 17 тысяч османов (вместе с сербами Стефана Лазаревича). Хронисты традиционно сильно завышали численность участников битв с целью подчеркнуть особенную важность событий. В источниках число воинов доходит до 400 000, причём, оправдывая слабость крестоносцев, хронисты порой специально отмечают, что турки в два раза превосходили численностью своих противников. Подобная особенность (с точностью до наоборот) присутствует и в хрониках турецких летописцев, использовавших двойное превосходство крестоносцев для восхваления победы турецкого оружия.
Наёмный баварский солдат, свидетель и участник сражения Иоганн Шильтбергер в своих записках отмечал, что численность крестоносцев составляла около 16 000 человек, в то время как число османских войск было оценено им в «200 000 воинов». Немецкие историки XIX века, проведя анализ источников и дополнительные исследования, установили, что в сражении участвовало 7500-9000 крестоносцев и 12 000-20 000 турок. Эти же историки отмечали, что с точки зрения снабжения никопольская округа попросту не смогла бы прокормить десятки тысяч людей и коней.
| Источник                     | Год        | Принадлежность | # Крестоносцы | # Турки       | Всего #       | Ссылка |
| ---------------------------- | ---------- | -------------- | ------------- | ------------- | ------------- | ------ |
| Иоганн Шильтбергер           | 1427 год   | Европа         | 16 000        | 200 000       | 216 000       | [ 2 ]  |
| Немецкие историки (XIX век)  | 1800-е гг. | Европа         | 7500—9000     | 12 000-20 000 | 19 500—29 000 | [ 3 ]  |
| Şükrullah, Behçetu't-Tevârih | 1400-е гг. | Турция         | 130 000       | 60 000        | 190 000       | [ 4 ]  |
| Дэвид Николле                | 1999 год   | Европа         | 16 000        | 15 000        | 31 000        | [ 5 ]  |

### Армия крестоносцев
Со стороны Французского королевства в битве приняли участие около 2000 рыцарей и сервиентов при поддержке 6000 стрелков и пехотинцев. Ведущую роль в подготовке похода играла Бургундия — одно из самых сильных европейских герцогств. Ядро бургундского войска составляли отряды тяжеловооружённых рыцарей, способных сражаться как спешившись, так и верхом. Значительную его часть (13,6 %) составляли отряды лучников и арбалетчиков. Бургундцы также обладали развитой по тем временам артиллерией, представленной коваными железными бомбардами, стрелявшими каменными ядрами и картечью (см. миниатюра из рукописи Фруассара выше). В качестве транспорта бургундскую армию сопровождали множество повозок-вагонов с многочисленной прислугой. Боевой дух франко-бургундского контингента, составлявшего наиболее многочисленную часть объединённых сил крестоносцев, был очень высок, во многом благодаря тому что рыцари полагали за высокую честь принять участие в таком ответственном и священном мероприятии, каким являлся крестовый поход. Их враждебное отношение к греческим «схизматикам» и мусульманам было общеизвестным, и это также сыграло свою роль в предстоящем сражении.
Самонадеянность и спесивость франко-германской конницы, по мнению многих историков, сыграла решающую роль в поражении армии крестоносцев. Немецкий контингент также в большинстве своём состоял из тяжеловооружённой рыцарской конницы, военная организация которой копировала французскую. Наиболее фанатичными сторонниками предстоящей кампании были рыцари-госпитальеры, составлявшие значительную силу в составе войск альянса.
Венгерская армия, претерпевшая значительные изменения в XIV веке, однако не утратившая древних степных традиций, состояла главным образом из тяжеловооружённых отрядов венгерских феодалов, организованных по западноевропейскому образцу, однако её сопровождала многочисленная лёгкая конница, значительную часть которой составляли конные лучники, а также ополченцы из различных племён и родов Трансильвании и южнославянских провинций.
В качестве союзников крестоносцев выступили валахи, войска которых представляли собой значительную силу, однако были ненадёжны в плане предстоящей кампании. Валашские войска были представлены выходцами из кочевых пастушеских племён гор и предгорий. Валахи, считавшиеся в те времена лучшими воинами Балканского полуострова, были, главным образом, конными лучниками.
Войска крестоносцев обладали также почти полным преимуществом на море благодаря помощи союзных им Венеции и Генуи.

### Турецкие и сербские войска
В отличие от своих европейских противников, турецкие воины были скованы железной дисциплиной и духом повиновения приказам начальников, вызывавшим уважение даже у своих злейших врагов. Главной силой османского войска была конница. Часть воинов кормилась за счёт своих владений-тимаров, часть получала постоянное жалование от государства. Помимо элитных гвардейских полков, османские силы были представлены войсками, набранными из Анатолии, и отрядами, выставленными Балканами. Каждая часть войска (анатолийская восточная и балканская западная) находилась в подчинении у бейлербея, а воинами из отдельных провинций командовали санджак-беи.
Помимо элитных подразделений, значительную часть османской армии составляли отряды легковооружённых конных лучников, набранных из различных тюркоязычных племён. Большую их часть составляли акынджи — воины пограничья, с которыми смешались многочисленные представители христианских военных сословий. В акынджи набирали также воинов кочевых пастушеских племён балканских гор. В результате эти воины прекрасно ориентировались на местности, что было немаловажным фактором в успехе предстоящей кампании.
Ядро османской кавалерии составляли феодальные отряды сипахов — исторических аналогов русских дворян, приходивших на войну с отрядами своих вооружённых слуг. Наиболее боеспособными частями османской кавалерии были хорошо вооружённые и обученные отряды, находившиеся под непосредственным командованием султана. Османская пехота состояла из легковооружённых лучников-азапов, набранных из крестьян, а также элитных полков знаменитых янычар.
На стороне турок сражалось сербское войско короля Стефана. Сербская армия представляла собой объединения представителей квазифеодальной воинской элиты, служивших в тяжёлой коннице, а также различных наёмников, главным образом из Италии, где сербская аристократия закупала тяжёлые доспехи и вооружение. Тактика сербских рыцарей на поле боя была сходна с византийско-болгарской тактикой.

## Приготовления

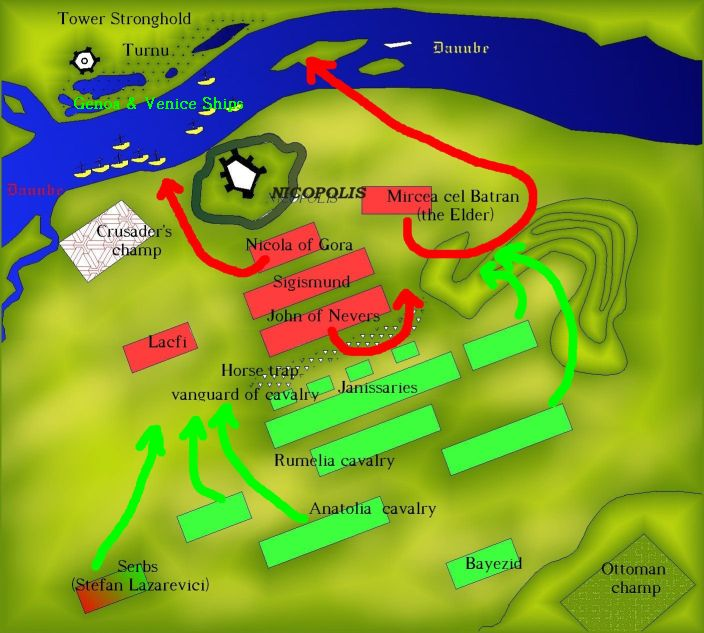
Карта сражения при Никополе

Несмотря на то, что Филипп Бургундский планировал выступление совместно с герцогом Ланкастерским Джоном Гонтом и Людовиком Орлеанским, все трое в конце концов отказались от участия в кампании ввиду того, что их присутствие, по их словам, было необходимо во время мирных переговоров с Англией. Тем не менее, Бургундия продолжала оставаться ведущей силой в предстоящем предприятии, и руководство бургундской армией номинально перешло к 24-летнему герцогу Иоанну, старшему сыну герцога Бургундского. Прекрасно понимая неопытность и неподготовленность молодого герцога к такому ответственному мероприятию, отец послал вместе с сыном наиболее опытного и способного из своих полководцев — Ангеррана VII де Куси. Несмотря на большое число советников, сопровождавших герцога в походе, последний не вполне осознавал важность объединённого руководства войсками, что сыграло впоследствии роковую роль в кампании и сражении. На военном совете 26 марта 1396 года были обсуждены и приняты правила поведения рыцарей в предстоящем походе.

## Марш на Буду
30 апреля 1396 года крестоносцы выступили из Дижона, пересекли Баварию дорогой, пролегавшей от Страсбурга до верхнего Дуная, где сели на речные суда и прибыли в расположение венгерского короля в Буду. Дальнейшими целями крестоносцев были вытеснение турок с Балкан, марш на Константинополь для помощи его защитникам, затем рыцари планировали пересечь Геллеспонт и пройти через всю Турцию и Сирию для освобождения Палестины и Гроба Господня, чтобы победителями отправиться обратно в Европу морским путём. Венецианскому флоту было приказано блокировать турок в Мраморном море и направить суда вверх по Дунаю к берегам Валахии, чтобы в июле встретить там войско крестоносцев.

## Сражение
Битва состоялась в понедельник 25 сентября 1396 года на открытой местности неподалёку от городских укреплений. Точное место битвы является предметом споров. Левый фланг турецкого построения упирался в лес, в то время как его правый фланг был защищён сильно пересечённой местностью, упиравшейся в придунайские болота. Перед фронтом турецкого войска располагалась узкая впадина, поросшая лесом. Главные силы турецкой армии состояли из конницы и были разделены на центр и два фланга, которые могли выдвигаться вперёд, образуя полумесяц.
По традиции, балканские и румелийские всадники располагались на правом фланге, в то время как анатолийская конница образовывала левый фланг. Перед главными силами были расположены пешие стрелки из луков. Пехота располагалась в центре, защищённая рядами вкопанных в землю деревянных кольев. В сражении также приняли участие несколько янычарских полков-орт. Впереди боевого порядка находились отряды легковооружённых всадников-акынджи, задачей которых было навести противника на хорошо укреплённые главные силы турецкой армии и подставить их под фланговый удар османской кавалерии.
В центре построения крестоносцев расположились франко-бургундские войска, позади них широким фронтом выстроились венгры, немцы, госпитальеры и поляки. На правом фланге находились трансильванцы, на левом — валахи. Ранним утром Сигизмунд послал своего Великого маршала к Жану Бесстрашному с сообщением, что его разведчики обнаружили турецкие авангарды, и попросил отложить наступление на 2 часа, в то время как разведчикам будет предоставлено время изучить месторасположение и численность турецких солдат.
Герцог спешно собрал совет, на котором Ангерран де Куси и Жан де Вьен, адмирал Франции и старейший рыцарь в лагере, высказались в поддержку планов Сигизмунда. Как бы то ни было, Филипп д’Артуа, граф д’Э, заявил, что венгерский король попросту желает заполучить себе все лавры победителя турок, и объявил о своей готовности возглавить атаку. Куси, принявший во внимание слова графа, обратился за советом к Вьену, на что последний ответил, что если граф д’Э желает наступать, то армии следует выступить в атаку, однако повторил, что более мудрым решением было бы согласовать свои действия с венгерским королём и прочими союзниками. Нетерпеливый граф д’Э отказался ждать, и совет вскоре перерос в бестолковый спор. Все разговоры утихли, когда граф решил выступить самостоятельно, никак не согласуя свои действия с союзниками. Д’Артуа возглавил авангард французских рыцарей, в то время как Куси и Иоанн возглавили основные силы. Французская конница, усиленная конными лучниками, направилась к Никополю навстречу туркам, спускавшимся с холмов на юг. Госпитальеры, немцы и прочие союзники остались с Сигизмундом.

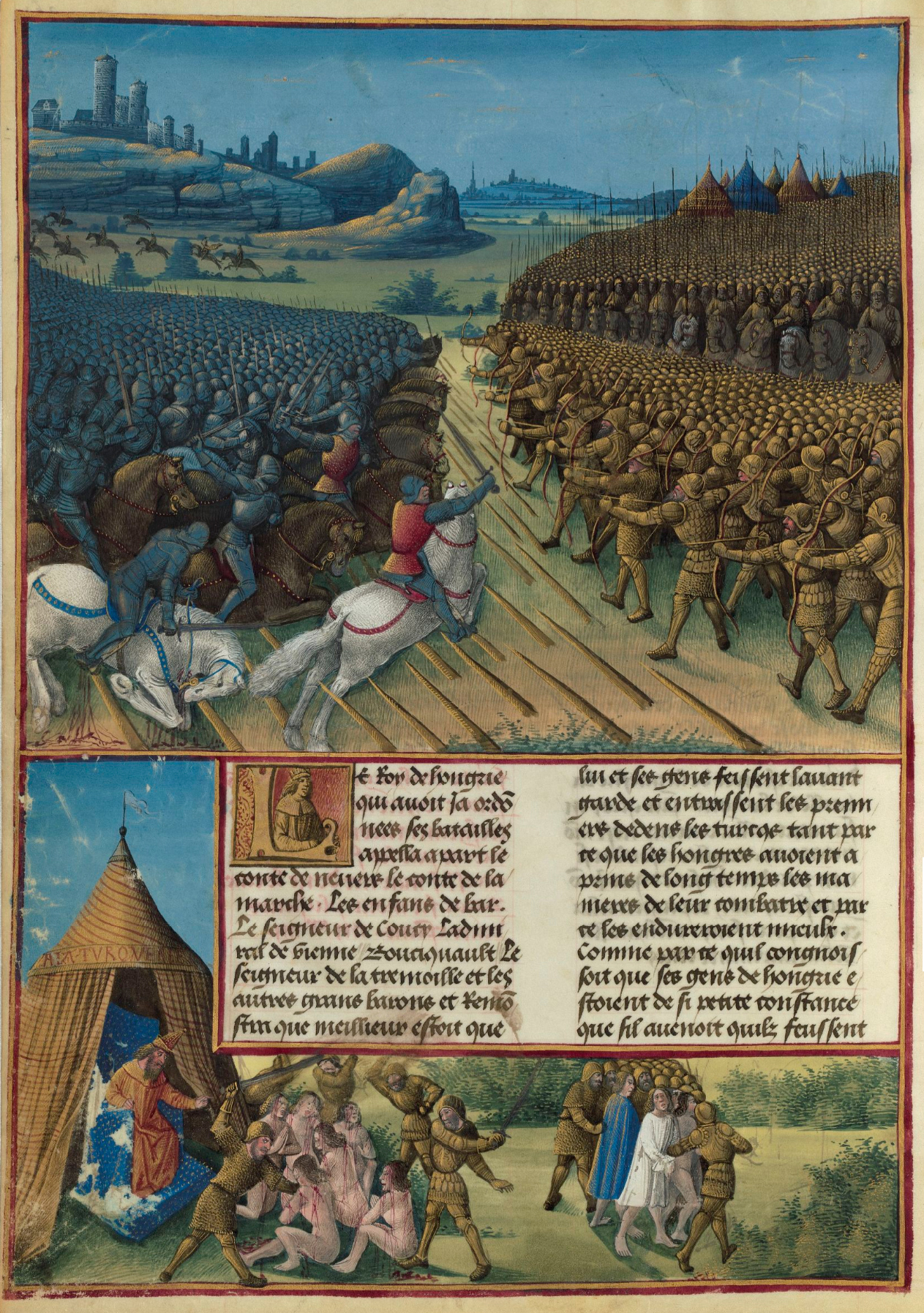
Битва при Никополе. Миниатюра Жана Коломба из книги Себастьена Мамро «Походы французов за море против турок, сарацин и мавров» (1474).

Сокрушив оборону необученных толп турецкой пехоты, рыцари под градом стрел прорвались к позициям хорошо вооружённой и обученной пехоты противника в центре, защищённой рядами острых кольев, вспарывающих брюхо коней противника. Преодолев все трудности, рыцари (многие из которых спешились, чтобы разобрать заграждение из кольев) в конце концов обратили турецкую пехоту в бегство. Турки бежали к позициям сипахов, где могли чувствовать себя в относительной безопасности.
Куси и Вьен советовали остановить дальнейшее наступление и сделать передышку для перегруппировки сил, а также дать время венграм и союзникам присоединиться к атакующей французской армии. Но более молодые рыцари, не знавшие истинной численности противника и наивно полагавшие, что только что были рассеяны главные силы врага, настаивали на продолжении атаки безо всяких задержек.
Рыцари продолжили наступление, хотя половина из них двигалась пешим строем, так как многие лишились коней на острых кольях либо специально спешились, чтобы разобрать турецкие заграждения. Двигаясь вперёд, они достигли плато на вершине склона, где надеялись увидеть бегущих в панике турецких солдат.
Вместо этого, к великому изумлению французов, на них обрушились свежие силы сипахов, оставленные Баязидом в резерве. Под звуки труб и барабанов и громогласные возгласы турецкая конница ринулась в атаку на измученных рыцарей. Рыцари были опрокинуты и обратились в бегство вниз по склону холма. Остальные остались на месте, отчаянно сопротивляясь наступающим туркам. Неоднократно раненый Вьен, несмотря на преклонный возраст, пытался воодушевить соотечественников, пока не был сражён насмерть.
Турки были готовы убить и самого Жана Бесстрашного, но его телохранитель, бросившись на землю, стал умолять турок оставить жизнь его господину. Несмотря на свой решительный настрой, турки были заинтересованы в богатом выкупе, который они могли получить за именитого пленника, а потому сохранили жизнь французскому командиру. Видя пленение командующего, последние рыцари прекратили сопротивление.
В то время как рыцари спускались по склону, преследовавшие их сипахи охватили отступающего противника с флангов. Франко-бургундские войска потерпели полное поражение. Дальнейшие события представляются неясными, хотя и европейские и турецкие источники сходятся в том, что после разгрома французов последовал разгром венгерских войск и их союзников.
По всей видимости, Сигизмунд во главе объединённых сил самоуверенно ринулся на помощь разбитым союзникам. Венгерские войска, прокладывая свой путь сквозь толпы азапов, развязали кровопролитную битву. Решающую роль сыграла атака полутора тысяч сербских рыцарей короля Стефана Лазаревича. Войска Сигизмунда были разбиты. Сигизмунд вместе с Великим магистром Родоса смог сбежать на рыбацкой лодке и добраться до венецианских кораблей, стоявших на Дунае. Сражение было окончено, и остатки армии Сигизмунда капитулировали. Большинство пленных рыцарей турки обезглавили, оставив только 300 наиболее знатных, которых отпустили за большой выкуп

## Итог сражения
Турки упрочили свою власть на Балканах, став ещё большей угрозой для Центральной Европы.
Болгария окончательно потеряла самостоятельность и стала провинцией Османской империи до 1878 года.

## В культуре
Битва при Никополе описана в романе Александра Дюма «Изабелла Баварская» (1835).